# الدوري الإيطالي الدرجة الثانية 1993–94
الدوري الإيطالي الدرجة الثانية 1993–94 (بالإيطالية: Serie B 1993-1994)‏ هو موسم من الدوري الإيطالي الدرجة الثانية. أقيم خلال الفترة 29 أغسطس 1993 وحتى 5 يونيو 1994، وأشرف على تنظيمه Lega Nazionale Professionisti ‏، وكان عدد الأندية المشاركة فيه 20، وفاز فيه نادي فيورنتينا.